# Komuna e Bubullimës
Komuna e Bubullimës är en kommun i Albanien.   Den ligger i prefekturen Qarku i Fierit, i den centrala delen av landet, 60 km söder om huvudstaden Tirana.
Trakten runt Komuna e Bubullimës består till största delen av jordbruksmark.  Runt Komuna e Bubullimës är det ganska tätbefolkat, med 199 invånare per kvadratkilometer.